# LIII Korpus Armijny (III Rzesza)
LIII Korpus Armijny – korpus piechoty Wehrmachtu, uczestniczył w ataku na Związek Radziecki i walkach na froncie zachodnim.
Korpus został sformowany 15 lutego 1940 roku w Innsbrucku w Okręgu Wojskowym nr XVIII. Uczestniczył w ataku na ZSRR, gdzie walczył przeciw Armii Czerwonej w latach 1941-1944. LIII KA w walkach na terytorium Związku Radzieckiego dowodzony był m.in. przez gen. Karla Weisenbergera i wchodził w skład  Grupy Armii Środek. 
Rozbity został przez Armię Czerwoną w lipcu 1944 roku w rejonie Witebska. Stało się tak dlatego, że Hitler zabronił dowództwu LIII KA wydania rozkazu do odwrotu. Dzień później przy próbie wydostania się z kotła LIII KA stracił około 30 000 żołnierzy. Główny udział w jego rozbiciu miały oddziały 5 Gwardyjskiej Armii Pancernej.
Utworzony został ponownie 11 listopada 1944 roku w Gdańsku i wysłany na front zachodni. W kwietniu 1945 roku został zniszczony przez wojska aliantów zachodnich w Ruhrze. 

## Dowódcy
- gen. Karl Weisenberger 15.02.1941 - 1.12.1941
- gen. Walther Fischer von Weikersthal 1.12.1941 - 15.01.1942
- gen. Heinrich Clößner 15.01.1942 - 22.06.1943
- gen. Friedrich Gollwitzer 22.06.1943 - 26.06.1944 (rozbicie korpusu)
- gen. Edwin Graf von Rothirch und Trach (od odtworzenia korpusu) 11.11.1944 - 6.03.1945
- gen. por. Walter Botsch 6.03.1945 - 24.03.1945
- gen. por. Fritz Bayerlein 24.03.1945 - do kapitulacji[5]

## Struktura organizacyjna
Skład korpusu w czerwcu 1944:
- 206 Dywizja Piechoty
- 246 Dywizja Piechoty
- 4 DLotn-Pol
- 6 DLotn-Pol